# Alpha Phoenicis
Pour les articles homonymes, voir Ankaa.
Désignations
Alpha Phoenicis (α Phe / α Phoenicis) est l'étoile la plus brillante de la constellation du Phénix. Elle est aussi appelée par son nom traditionnel Ankaa (العنقاء le phénix en arabe).

## Propriétés
Ankaa est une étoile binaire spectroscopique, dont la période orbitale est de 3 848,8 jours (soit 10,5 ans). Son étoile primaire est une géante orange de type spectral K0,5 IIIb. Similaire à de nombreuses étoiles visibles dans le ciel nocturne, elle a une taille relativement grande. Actuellement, on pense qu'elle entre dans la phase de la combustion d'hélium, dans l'évolution stellaire. Elle finira probablement sa vie tranquillement en naine blanche, après avoir éjecté ses couches de gaz extérieures pour former une nébuleuse planétaire.

## Noms
Ankaa est le nom propre de l'étoile qui a été approuvé par l'Union astronomique internationale le 20 juillet 2016.
Les astronomes arabes du Moyen Âge formèrent la constellation de la Boutre où le Phénix est la plus brillante du bateau (le nom populaire Arabe est نيّر الزورق Nair al Zaurak). Les noms traditionnels de Cymbae, Lucida Cymbae et Tête du Phénix sont également utilisés.